# 法蘭西斯·厄克特
法蘭西斯·伊雲·厄克特（英語：Francis Ewan Urquhart；1936年－2003年7月29日）是英國政客和作家迈克尔·多布斯創作的虛構角色。厄克特是多布斯的《紙牌屋》三部曲小說及BBC電視劇的主角：1990年《纸牌屋》、1993年《戲王者》和1995年《最後一擊》。英國演員伊恩·理查森飾演本角，並因而奪得英国电影和电视艺术学院獎項。
在《紙牌屋》中，厄克特是保守黨下議院議員和政府首席黨鞭，他透過勒索、操縱、謀殺，設法令自己登上首相寶座。《戲王者》中講述首相厄克特和新登基國王之間對社會正義的分歧和衝突。至於最終作《最後一擊》中，厄克特已經在任11年，亦拒絕在擊敗戴卓爾夫人創下的戰後最長任期紀錄前讓位。
厄克特的角色相信是基於理查三世和馬克白，被形容為「優雅地邪惡的典範」，他亦間中打破第四面墙。厄克特會引用莎翁作品，而他的名言「您很可能會這樣認為，我不可能作出回應」亦廣為傳頌，是在合理推诿地同意別人或承認外洩資料時所用。

## 角色塑造和迴響
作者迈克尔·多布斯與時任首相戴卓爾夫人激烈爭辯過後，多布斯在一個游泳池飲酒期間，腦海突然冒起「FU」兩個字，這就是厄克特的角色靈感來源。1990年，伊恩·理查森獲BBC邀請出演厄克特一角，他馬上就答應了。
從我閱讀第一批劇本的那一刻起，我不僅感到這是自我的莎士比亞時代以來最大的演戲機會，而且可能會在電視機前顯得很特別。
理查森演繹厄克特一角，是基於他在英國皇家莎士比亞劇團的日本巡迴演出時，會見的一名英國文化協會的代表。厄克特承認厄克特一角令他旋即獲得公眾關注，但表示作為蘇格蘭長老宗教徒，他覺得角色的「馬基維利式算計」和性魅力「真的很令人反感」，如同「令人討厭的傢夥」。縱使如此，理查森表示享受飾演此角。
《洛杉磯時報》的霍華德·羅森伯格稱讚厄克特像「老實但懦弱的理查德·尼克松」。 厄克特的名言「您很可能會這樣認為，我不可能作出回應」成為词库一部分，並曾被下議院議員引用。

## 角色特點

### 性格及背景
厄克特生於1936年，是博拿迪伯爵三個兒子當中最小的。他的大哥亞利泰在第二次世界大战中被殺，二哥威廉是做家族生意的上議員。第一本小說透露父親自殺，而母親則因為厄克特決定拋棄家族生意而加入政界，而與他斷絕母子關係。
厄克特就讀费蒂斯公学（不過在電視劇中厄克特時常打著舊式伊顿公学的領帶），雖然成績不算彪炳，不過他是被公認為勤奮用功的學生。厄克特18歲參軍，在塞浦路斯服役三年，期間成功生擒並審問EOKA恐怖分子，因而被讚許十分勇敢。厄克特的同僚意外殺死一名疑犯後被帶上軍事法庭，而厄克特也因此辭去軍職。厄克特延期入讀牛津大学的歷史系，差點就可以奪得一級榮譽學位。他之後在大學教授義大利文藝復興史，並成為美第奇和馬基雅維利方面的專家。1960年，厄克特娶了伊莉莎白·麥卡洛為妻，她是威士忌巨頭威廉·麥卡洛的長女。到《紙牌屋》之時，厄克特已經放棄學業一段長時間，而是加入了政界，慢慢爬升至首席黨鞭一職。
除政治外，厄克特的興趣並不多，不過他是文藝復興時期意大利文學、伊麗莎白及詹姆斯一世時期英語文學的狂熱粉絲，而約翰·韋伯斯特和西里尔·图尔努尔是他最喜愛的作家。厄克特常常引用莎翁的作品，尤其是《馬克白》。

### 政界
厄克特居於漢普郡倫核士，是新森林的保守黨議員。厄克特屬於極右派，任內政策包括：廢除藝術局、禁止流浪、重新引入徵兵制、禁止未付年齡保險的納稅人國民保健署服務等。他向妻子形容自己是一個「樸素、務實認真、舊派托利黨人」。厄克特曾被國王指責幾乎放棄了蘇格蘭和威爾斯。厄克特也表示厭惡福利國家和當代的青年文化。
厄克特的外交政策被視為以英格蘭為中心，他認為英國還有很多東西要教懂世界，尤其是歐洲，而非相反。厄克特曾在一次發言中希望欧洲联盟所有成員國講英語，令時任外交大臣湯姆·麥克皮斯感到極其不滿而請辭。此外，他對紀律和法治有著堅強的信念，亦因而塑造了他對塞浦路斯的外交政策，包括授權向阻擋軍車前進的女學童動武。

## 生平

### 《紙牌屋》
首相戴卓爾夫人請辭後，被批評猶疑不決的溫和派亨利·郝令域成為了繼任人，接任保守黨領袖和首相。全國大選過後，保守黨失去了部分議席，但仍然成功繼續控制國會。不久以後，保守黨的首席黨魁厄克特向科林里奇提出改組內閣，包括他渴求的升職。不過提議被首相拒絕，認為會令黨的支持度下跌。厄克特自此決定要策劃一場政治的復仇。
厄克特利用他的職位向傳媒外洩內部資料，挑戰科林里奇的權力，最終更逼使他請辭。小报《記事報》的年輕記者马蒂·薛多琳是其中一個從厄克特取得最多內幕消息的記者。厄克特在獲得妻子的同意後，與薛多琳發生了性行為，厄克特因而取得薛多琳的信任。二人的關係既是性伴侶，也有如父女般，薛多琳被年老的厄克特深深的吸引著，繼而稱他為「爸爸」。 
科林里奇辭職觸發了保守黨領袖選舉，厄克特以各種手段淘汰他的對手：製造醜聞。教育大臣歐夏德被召男妓的照片所威脅；製造示威令衛生大臣彼得·麥肯齊撞傷殘疾人士；外交大臣柏德烈·禾頓被厄克特偷錄的一夜情錄音帶所勒索。而他最終對手－環境大臣米高·山繆斯被記者指控曾在讀大學時支持極左政策。經歷這一切，厄克特勝利在望。
最後一輪投票前夕，厄克特決定做好善後工作。吸食可卡因上癮的公關顧問罗杰·奥尼尔一直被厄克特強迫協助他將科林里奇拉下馬，厄克特為免東窗事發，因而邀請越來越不穩定的奥尼尔到他的南安普敦別墅，灌醉他後將殺鼠藥混入他的可卡因。奥尼尔最終被厄克特謀殺。
厄克特所作的一切最終被他的愛人薛多琳揭發，二人在空無一人的西敏宫天台花園中對質。
小說結局
厄克特決定跳樓自盡。
電視劇結局
薛多琳被厄克特拋下樓而死亡，厄克特聲稱對方是自盡。及後，厄克特其後前往白金漢宮，並將會獲伊麗莎白二世邀請籌組政府，成為新首相。不過厄克特卻對自己被薛多琳偷錄音和有人撿走了錄音帶完全不知情。
（小說的結局與電視劇非常不同，而電視劇埋下的伏線和劇集的收視亦令到原著作者迈克尔·多布斯決定續寫小說。）

### 《戲王者》
厄克特在第二任首相任期中，有一種反高潮感覺，他不知道如何運用他的巨大權力和影響力，他妻子建議他要給予自己一個挑戰。新登基的國王反對厄克特的強硬政策，雖然他不會公開直接批評首相，卻會發表講話指出自己希望國家發展方向，而他提出的與政府政策有分歧。厄克特獲得國王前妻的信任，並利用他在傳媒界的影響力，外洩王室醜聞。國王在接下來的大選中成為反對派的一員，但最終厄克特勝選而變相令國王自製憲政危機。厄克特逼使國王遜位予他的年少兒子，厄克特成功令王位對政界的影響力大大降低。
與此同時，一直對厄克特忠心耿耿的保守黨主席蒂姆·斯坦普不滿首相未有獎賞他，開始計劃拉他下馬。手執著薛多琳的錄音帶，斯坦普打算到警署告發首相。首相得知斯坦普準備逼宮後，決定先下手為強－謀殺對方。遭此毒手的還有首相助手和愛人莎拉·夏婷，皆因她亦從斯坦普口中得知薛多琳死因。在首相保鏢郝德指揮官的策劃下，二人各自死於汽車炸彈爆炸中，外界認定是爱尔兰共和军發動的恐怖襲擊。
較溫順的國王加冕登基，以及眼見沒有可以威脅到他地位的危機，厄克特的首相寶座再次穩固。

### 《最後一擊》
面對民意下滑，四面楚歌的厄克特決心要打破「那該死女人的紀錄」，誓言要超越她的首相任期紀錄，以及在歷史中留下他的記號。厄克特的目標是統一塞浦路斯，除了是要名留青史以外，也是為自己的退休生活作打算－皆因一名土耳其籍塞浦路斯商人提醒厄克特，若能在國際海上邊界協議中爭取令英國和土耳其能夠開發離岸石油的話，「厄克特信託基金」將有可觀的收入，自己的退休生活也無後顧之憂。與此同時，厄克特年輕時所作之事不斷纏繞著腦袋。一對頑固的塞籍父女發誓要找到證據，證明厄克特曾經在擔任軍官期間，於塞浦路斯獨立前的騷亂中殺死該女孩的兩個叔叔。厄克特將親歐洲的自由派外交大臣湯姆·麥克皮斯撤職，令對方找到機會發動逼宮。
塞浦路斯海洋邊界的真相曝光後，當地爆發騷亂。厄克特下令軍方武力鎮壓，導致數名平民死亡，包括兒童。厄克特失去黨友的支持，似乎他無可避免的將會被趕下台。更糟糕的是，麥克皮斯得知厄克特在塞浦路斯所作之事，以及薛多琳被殺一案的真相。恐怕將要面對牢獄之災的厄克特出席戴卓爾夫人雕像的揭幕儀式，但他之後就被槍擊身亡。任職首相4,288日的厄克特，以一日之微打破了戴卓爾夫人的紀錄。
小說結局
厄克特讓自己被一名要復仇的刺客殺死，被殺的一刻推開妻子令她無恙，繼而令自己成為烈士。厄克特以國葬儀式下葬，而保守黨在不久過後的大選中取得壓倒性勝利。
電視劇結局
策劃暗殺首相的是他的保鏢郝德。郝德事前獲得首相夫人伊莉莎白（相信也是郝德的愛人）的同意，伊莉莎白以此希望阻止厄克特的黑歷史公諸於世。

## 其他化身
2013年，《紙牌屋》三部曲獲美國Netflix改編為《紙牌屋》，主角為南卡羅萊納州第5選區民主黨眾議員兼眾議院多數黨黨鞭法蘭西斯·法蘭克·安德伍（凱文·斯貝西飾演）。製作人波·威利蒙解釋將姓氏由「厄克特」改為「安德伍」是令主角更狄更斯式和美式，同時維持F.U.的簡稱。安德伍不像厄克特般具貴族風格，而是靠自己奮鬥，更像美國的神話故事。
重製版的厄克特均得到正反兩面評價。英國版的製作人安德鲁·戴维斯認為安德伍缺失厄克特的「魅力」。相反《獨立報》讚揚斯貝西成功將角色演繹得更具威脅，「將憤怒隱藏在南方的魅力和過時的禮貌之下」；《新共和》指出「當厄克特向觀眾對話時，帶有陰謀樂趣的精神。他的助手充滿智慧。他不單是努力奮鬥，更是令自己自得其樂，嘲笑著社會的荒謬。斯貝西演繹的法蘭西斯·安德伍沒有不潔，只是麻木和如機械般的野心，甚至他對妻子的愛也是一種計算。」

## 備註
1. ↑  縱然小說和電視劇均未有提及「新皇」實際為何人，但外界透過角色的言行舉止，推斷新皇應是威爾斯親王查爾斯。至於新皇退位後由其子繼位，因此「新皇之子」應為劍橋公爵威廉王子。
2. ↑  小說則為馬斯·史丹博
3. ↑  小說為伊雲·厄克特
4. ↑  小說為费蒂斯公学